# Референдум о статусу Порторика (2012)
Референдум о статусу Порторика одржан је 6. новембра 2012. Гласачима су постављена два питања. Прво питање је било да се изјасне да ли подржавају статус кво или промену статуса. У другом питању, које је било релевантно само уколико већина изабере промену статуса, грађанима је понуђено да изаберу између три алтернативе:
- независност;
- независност и слободно удруживање са САД
- савезна држава.

Ово је био четврти референдум о статусу острва, а на претходна три референдума који су одржани 1967, 1993. и 1998. године, већина је гласала за статус кво.
Резултати референдума нису обавезујући, а за сваку промену статуса потребно је одобрење Конгреса САД.

## Резултати
| Питање 2: Будући статус                  | Питање 2: Будући статус | Питање 2: Будући статус |
| Избор                                    | Гласови                 | Проценат                |
| ---------------------------------------- | ----------------------- | ----------------------- |
| Савезна држава                           | 802.179                 | 61,15%                  |
| Независност и слободно удруживање са САД | 436.997                 | 33,31%                  |
| Независност                              | 72.551                  | 5,53%                   |
| Важећи гласови                           | 1.311.727               | 71,8%                   |
| Празни листићи                           | 468.478                 | 25,6%                   |
| Неважећи листићи                         | 17.602                  | 0,01%                   |
| Укупно                                   | 1.827.021               | 100,00%                 |
| Извор:                                   |                         |                         |